# Chaunay
Chaunay est une commune du Centre-Ouest de la France, située dans le département de la Vienne en région Nouvelle-Aquitaine.
Ses habitants sont appelés les Chaunaisiens.

## Géographie

### Localisation
Chaunay est située sur la RN 10, à 45 km de Poitiers.

### Communes limitrophes
| Vanzay (Deux-Sèvres)  | Brux                     |                          |
| Caunay (Deux-Sèvres)  | Chaunay                  | Blanzay                  |
| Pliboux (Deux-Sèvres) | Limalonges (Deux-Sèvres) | Champagné-le-Sec Linazay |

### Géologie et relief
La superficie de la commune est de 3 864 hectares ; son altitude varie entre 122 et 148 mètres.
La région de Chaunay présente un paysage de plaines vallonnées plus ou moins boisées et de plaines de champs ouverts. Le terroir se compose :
- pour 10 % de Terres Rouges peu profondes sur les plateaux.Ce sont des sols couleur acajou, siliceux, dérivés d’argiles ferrugineuses à silex provenant d’épandages superficiels du Massif Central ;
- pour 89 % de groies plus ou moins profondes.Les groies sont des terres du sud-ouest de la France, argilo-calcaires, peu profondes  - en général de moins de 50 cm d’épaisseur – et  plus ou moins riches en cailloux. Elles sont fertiles et saines et donc, propices à la polyculture céréalière mais elles s’assèchent vite ;
- pour 1 % par l'agglomération.

En 2006, 91 % de la superficie de la commune étaient occupés par l'agriculture, 6 % par des forêts et des milieux semi-naturels et 3 % par des zones construites et aménagées par l'homme (voirie).

### Hydrographie
La commune est traversée par la Bouleure sur 9,3 km.
La Bouleure et son affluent bénéficient d’un classement afin de protéger ou de restaurer sa continuité écologique sur le territoire communal : la construction de tout nouvel ouvrage faisant obstacle à sa continuité écologique est interdit.

### Climat
Pour des articles plus généraux, voir Climat de la Nouvelle-Aquitaine et Climat de la Vienne.
Historiquement, la commune est exposée à un climat océanique du nord-ouest.  
En 2020, Météo-France publie une typologie des climats de la France métropolitaine dans laquelle la commune est exposée à un climat océanique altéré et est dans la région climatique  Poitou-Charentes, caractérisée par un bon ensoleillement, particulièrement en été et des vents modérés.
Pour la période 1971-2000, la température annuelle moyenne est de 11,8 °C, avec une amplitude thermique annuelle de 14,9 °C. Le cumul annuel moyen de précipitations est de 887 mm, avec 11,6 jours de précipitations en janvier et 7 jours en juillet. Pour la période 1991-2020, la température moyenne annuelle observée sur la station météorologique la plus proche, située sur la commune de Brux à 4 km à vol d'oiseau, est de 12,6 °C et le cumul annuel moyen de précipitations est de 765,0 mm,. Pour l'avenir, les paramètres climatiques de la commune estimés pour 2050 selon différents scénarios d’émission de gaz à effet de serre sont consultables sur un site dédié publié par Météo-France en novembre 2022.

## Urbanisme

### Typologie
Au 1er janvier 2024, Chaunay est catégorisée commune rurale à habitat dispersé, selon la nouvelle grille communale de densité à sept niveaux définie par l'Insee en 2022.
Elle est située hors unité urbaine et hors attraction des villes,.

### Occupation des sols
L'occupation des sols de la commune, telle qu'elle ressort de la base de données européenne d’occupation biophysique des sols Corine Land Cover (CLC), est marquée par l'importance des territoires agricoles (90,9 % en 2018), en diminution par rapport à 1990 (91,9 %). La répartition détaillée en 2018 est la suivante : 
terres arables (71,5 %), zones agricoles hétérogènes (16,1 %), forêts (5,8 %), prairies (3,4 %), zones urbanisées (3,2 %). L'évolution de l’occupation des sols de la commune et de ses infrastructures peut être observée sur les différentes représentations cartographiques du territoire : la carte de Cassini (XVIIIe siècle), la carte d'état-major (1820-1866) et les cartes ou photos aériennes de l'IGN pour la période actuelle (1950 à aujourd'hui).

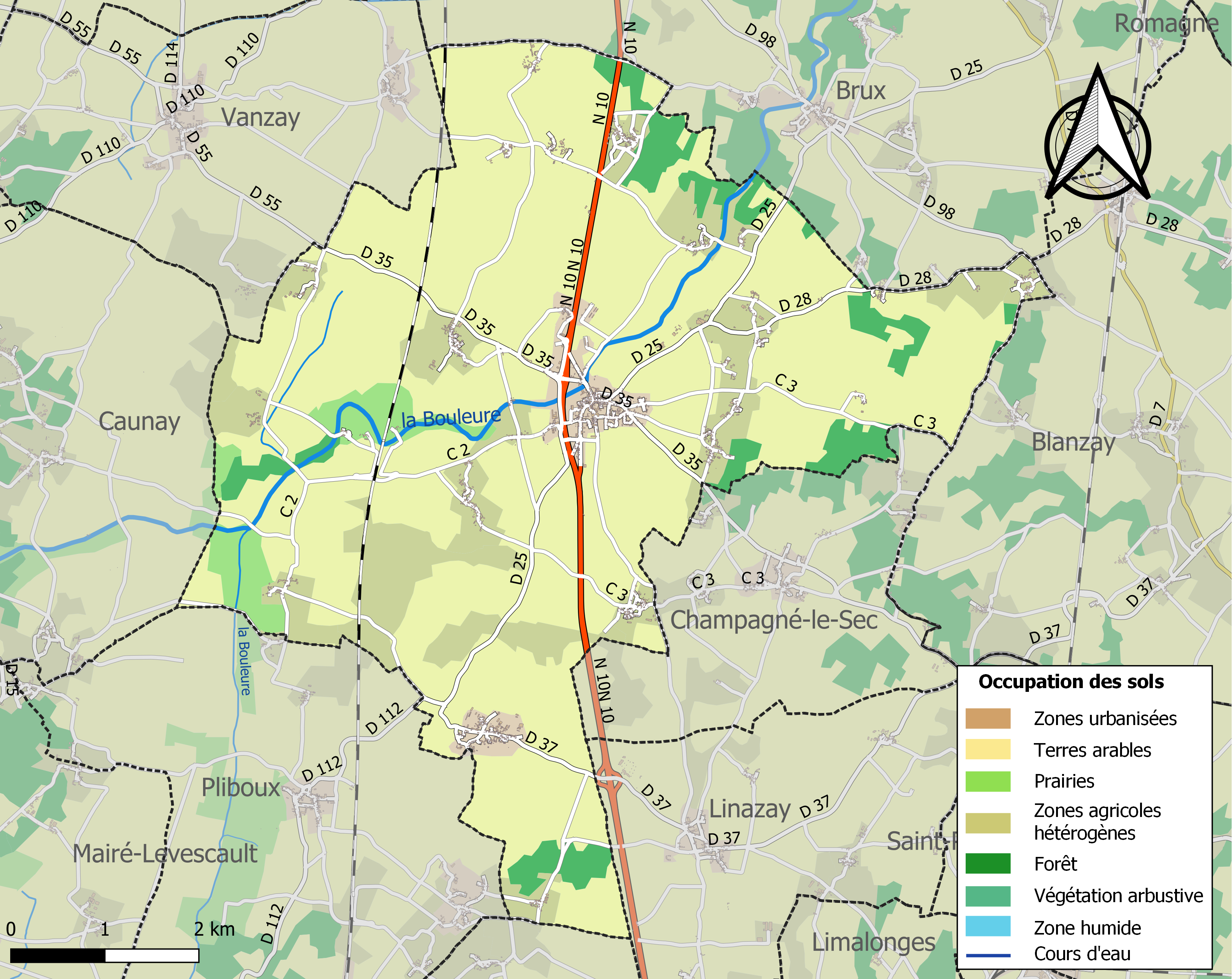
Carte des infrastructures et de l'occupation des sols de la commune en 2018 (CLC).

### Risques majeurs
Le territoire de la commune de Chaunay est vulnérable à différents aléas naturels : météorologiques (tempête, orage, neige, grand froid, canicule ou sécheresse), inondations, mouvements de terrains et séisme (sismicité modérée). Il est également exposé à un risque technologique,  le transport de matières dangereuses. Un site publié par le BRGM permet d'évaluer simplement et rapidement les risques d'un bien localisé soit par son adresse soit par le numéro de sa parcelle.

#### Risques naturels
Certaines parties du territoire communal sont susceptibles d’être affectées par le risque d’inondation par débordement de cours d'eau, notamment la Bouleure. La commune a été reconnue en état de catastrophe naturelle au titre des dommages causés par les inondations et coulées de boue survenues en 1982, 1993, 1995, 1999 et 2010,.

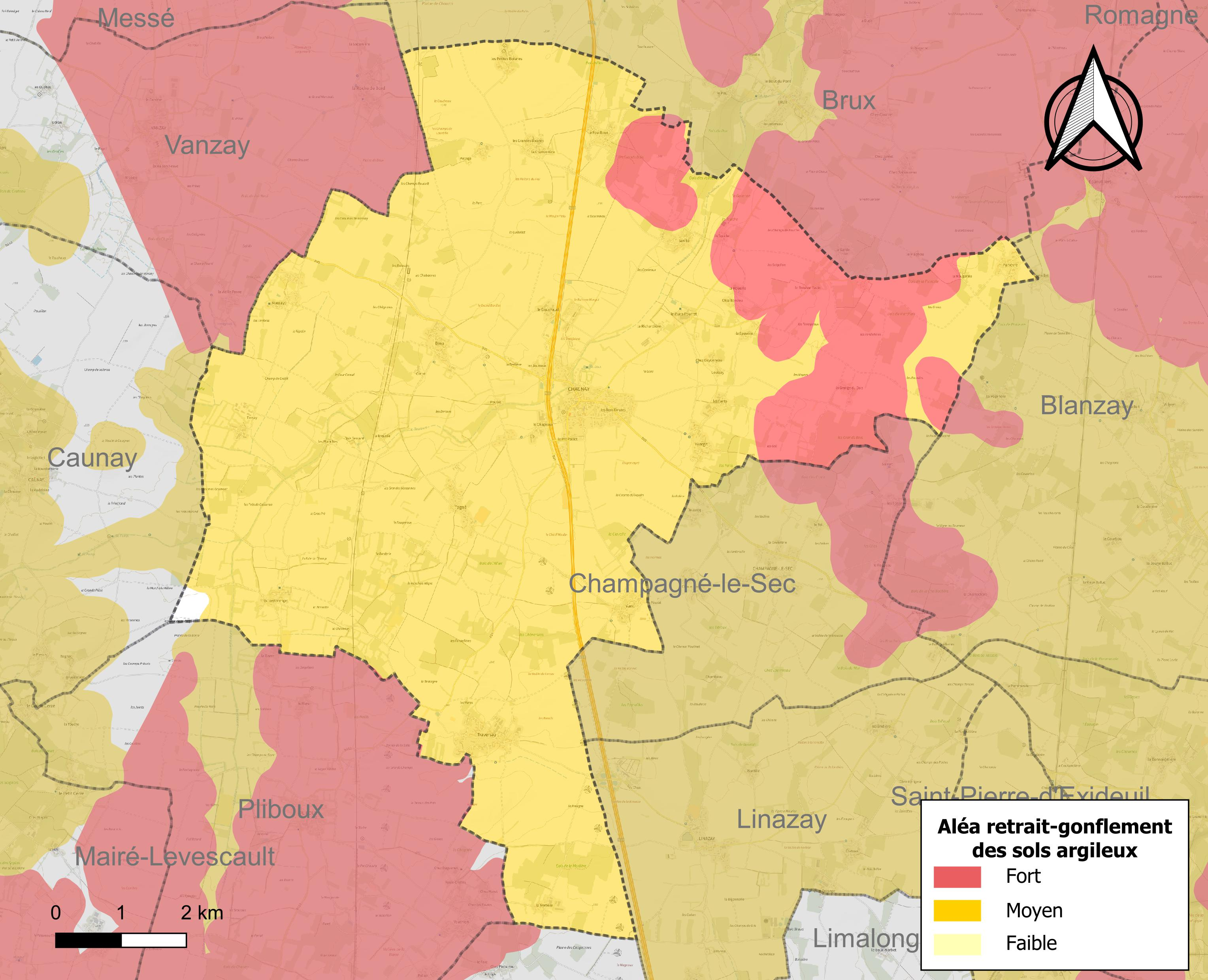
Carte des zones d'aléa retrait-gonflement des sols argileux de Chaunay.

Les mouvements de terrains susceptibles de se produire sur la commune sont des tassements différentiels. Le retrait-gonflement des sols argileux est susceptible d'engendrer des dommages importants aux bâtiments en cas d’alternance de périodes de sécheresse et de pluie. 99,7 % de la superficie communale est en aléa moyen ou fort (79,5 % au niveau départemental et 48,5 % au niveau national). Depuis le 1er octobre 2020, en application de la loi ÉLAN, différentes contraintes s'imposent aux vendeurs, maîtres d'ouvrages ou constructeurs de biens situés dans une zone classée en aléa moyen ou fort,.
La commune a été reconnue en état de catastrophe naturelle au titre des dommages causés par la sécheresse en 1989 et 1993 et par des mouvements de terrain en 1999 et 2010.

## Toponymie
Le nom dérive de l'appellation vicaria Colnacius ou de Conniacus, chef-lieu d'une viguerie. Il apparait pour la première fois en 587 sous le nom "Colniacum", puis le nom est transformé en "Colnyacum", "Coniacus" et "Colniaco".

## Histoire
Le camp des Prés-de-Caseron révèle une implantation humaine dès le Néolithique.
Une voie romaine passait à 2 km parallèlement à la N 10. Des pierres druidiques et des vestiges gallo-romains ont été découverts.
Un cimetière franc a été mis au jour autour de l'église.
Seigneurie de la famille des de Chaunay du XIe siècle jusqu'au XVe siècle.
Le 9 juin 1572, Henri IV apprend le décès de sa mère Jeanne d'Albret au cours d'une halte à Chaunay[réf. non conforme].
À partir de 1789, comme d'autres villes de France, le village accueille favorablement les avancées de la Révolution française et plante ainsi son arbre de la liberté. Il devient le lieu de ralliement de toutes les fêtes et des principaux événements révolutionnaires, comme l’anniversaire de l’exécution de Louis XVI chaque 21 janvier.

## Politique et administration

### Intercommunalité
Chaunay appartient au canton de Couhé et à l'arrondissement de Montmorillon.

### Liste des maires
| Période                                  | Période   | Identité      | Étiquette | Qualité |
| ---------------------------------------- | --------- | ------------- | --------- | ------- |
| Les données manquantes sont à compléter. |           |               |           |         |
|                                          | mars 2001 | Guy Pautrot   |           |         |
| mars 2001                                | mars 2008 | Pierre Didier |           |         |
| mars 2008                                | En cours  | Guy Sauvaitre |           |         |

### Instances judiciaires et administratives
La commune relève du tribunal d'instance de Poitiers, du tribunal de grande instance de Poitiers, de la cour d'appel  Poitiers, du tribunal pour enfants de Poitiers, du conseil de prud'hommes de Poitiers, du tribunal de commerce de Poitiers, du tribunal administratif de Poitiers et de la cour administrative d'appel  de  Bordeaux, du tribunal des pensions de Poitiers, du tribunal des affaires de la Sécurité sociale de la Vienne, de la cour d’assises de la Vienne.

### Services publics
Les réformes successives de La Poste ont conduit à la fermeture de nombreux bureaux de poste ou à leur transformation en simple relais. Toutefois, la commune a pu maintenir le sien.

### Politique environnementale

#### Gestion de l’eau et assainissement
Le syndicat mixte du Clain Sud est chargé de la gestion de l'eau sur la commune.
La commune a adhéré à deux SAGE (schéma d'aménagement et de gestion des eaux): SAGE Charente et SAGE Clain. Les schémas d’aménagement et de gestion des eaux (SAGE) définissent les objectifs et les règles, au niveau local, afin de concilier la satisfaction des différents usages, la préservation et la valorisation de ce patrimoine, et de gérer collectivement, de manière cohérente et intégré, la ressource en eau sur un bassin. Toutes les décisions prises dans le domaine de l’eau par les services de l’État et les collectivités locales doivent en effet être compatibles avec le SAGE.
La directive-cadre sur l'eau (D.C.E.) adoptée par l’Europe en 2000 impose l’atteinte d’un bon état des eaux en 2015. Afin de respecter ces objectifs, des états des lieux ont été réalisés, des enjeux identifiés, puis des programmes de reconquête ont été élaborés, avec la définition de politiques à conduire et d’actions à mener, pour la période 2010-2015. Ces actions sont définies par unité hydrographiques de référence (U.H.R.), c'est-à-dire par territoire ayant une cohérence hydrographique (bassin versant), de l’habitat et des organismes qui y vivent, hydrogéologique et socio-économique. La commune appartient ainsi à 2 U.H.R : UHR Charente amont pour 28 % et à l'U.H.R Clain pour 72 %.
Les eaux usées de la commune sont traitées dans une station d'épuration située sur le territoire communal.

#### Traitement des déchets et économie circulaire
La commune a aménagé une déchèterie

## Démographie
L'évolution du nombre d'habitants est connue à travers les recensements de la population effectués dans la commune depuis 1793. Pour les communes de moins de 10 000 habitants, une enquête de recensement portant sur toute la population est réalisée tous les cinq ans, les populations de référence des années intermédiaires étant quant à elles estimées par interpolation ou extrapolation. Pour la commune, le premier recensement exhaustif entrant dans le cadre du nouveau dispositif a été réalisé en 2007.

En 2022, la commune comptait 1 201 habitants, en évolution de +0,67 % par rapport à 2016 (Vienne : +0,6 %, France hors Mayotte : +2,11 %).
| 1793  | 1800  | 1806  | 1821  | 1831  | 1836  | 1841  | 1846  | 1851  |
| ----- | ----- | ----- | ----- | ----- | ----- | ----- | ----- | ----- |
| 1 673 | 1 665 | 1 463 | 1 759 | 2 163 | 2 164 | 2 241 | 2 530 | 2 400 |

| 1856  | 1861  | 1866  | 1872  | 1876  | 1881  | 1886  | 1891  | 1896  |
| ----- | ----- | ----- | ----- | ----- | ----- | ----- | ----- | ----- |
| 2 347 | 2 361 | 2 148 | 2 026 | 2 113 | 2 131 | 2 082 | 1 970 | 1 873 |

| 1901  | 1906  | 1911  | 1921  | 1926  | 1931  | 1936  | 1946  | 1954  |
| ----- | ----- | ----- | ----- | ----- | ----- | ----- | ----- | ----- |
| 1 780 | 1 752 | 1 710 | 1 563 | 1 554 | 1 550 | 1 535 | 1 581 | 1 503 |

| 1962  | 1968  | 1975  | 1982  | 1990  | 1999  | 2006  | 2007  | 2012  |
| ----- | ----- | ----- | ----- | ----- | ----- | ----- | ----- | ----- |
| 1 481 | 1 317 | 1 275 | 1 157 | 1 174 | 1 180 | 1 200 | 1 202 | 1 179 |

| 2017  | 2022  | - | - | - | - | - | - | - |
| ----- | ----- | - | - | - | - | - | - | - |
| 1 212 | 1 201 | - | - | - | - | - | - | - |

En 2008, selon l'Insee, la densité de population de la commune était de 31 hab./km2, 61 hab./km2 pour le département, 68 hab./km2 pour la région Poitou-Charentes et 115 hab./km2 en France.

## Économie

### Agriculture
Selon la direction régionale de l'alimentation, de l'agriculture et de la forêt de Poitou-Charentes, il n'y a plus que 43 exploitations agricoles en 2010 contre 56 en 2000.
Les surfaces agricoles utilisées ont paradoxalement augmenté de 17 % et sont passées de 3 156 hectares en 2000 à 3 697 hectares en 2010. Ces chiffres indiquent une concentration des terres sur un nombre plus faible d’exploitations. Cette tendance est conforme à l’évolution constatée sur tout le département de la Vienne puisque de 2000 à 2007, chaque exploitation a gagné en moyenne 20 hectares.
55 % des surfaces agricoles sont destinées à la culture des céréales (blé tendre essentiellement pour plus de 50 % mais aussi orges et maïs), 26 % pour les oléagineux (colza et tournesol), 1 % pour les protéagineux (essentiellement des pois) et 10 % pour le fourrage.
Huit exploitations en 2010 (contre onze en 2000) abritent un élevage de bovins (515 têtes en 2010 contre 668 en 2000). Six exploitations en 2010 (contre trois en 2000) abritent un élevage d'ovins (1 248 têtes en 2010 contre 575 têtes en 2000). L'élevage de volailles est important et s'est fortement concentré: 14 407 têtes en 2000 répartis sur 19 fermes contre 13 370 têtes en 2010 répartis sur trois fermes.
L'élevage de chèvres joue aussi un rôle prépondérant : 2 391 têtes en 2010 répartis entre dix fermes pour 2 833 têtes en 2000 entre seize fermes. C’est un des troupeaux importants de caprins du département de la Vienne (74 500 têtes en 2011) qui est le deuxième département pour l’élevage des chèvres derrière le département des Deux-Sèvres. La vocation laitière du troupeau est très forte. Moins de 2 % des élevages caprins sont non laitiers en 2000. La quasi-totalité de la production laitière, en constante augmentation (de 2000 à 2011 : + 44 %) est livrée à l’industrie agro-alimentaire soit 96 % des 485 000 hectolitres  récoltés dans l’ensemble du département de la Vienne en 2004. La production de fromage à la ferme reste très marginale et ne représente que 1 % de la production de lait et 6 % des fermes. 75 % des élevages sont basés sur un système de production de type hors sol, la surface agricole étant destinée essentiellement dans ce cas, à la production de fourrage. 75 % de ces exploitations  n’élèvent que des chèvres. Le dynamisme de cet élevage, l’accent porté sur la qualité des produits a permis d’obtenir  les AOC « chabichou du Poitou » et « Sainte Maure de Touraine » pour les fromages produits.
Un élevage important de porcs (1 700 têtes environ ) est situé sur la commune (SCEA Les Champs de la Richardière).

### Commerce
110 artisans et commerçants prospèrent jusqu'à la déviation de la N 10 en 1979.

## Culture locale et patrimoine

### Lieux et monuments

#### Patrimoine civil
- Les anciennes halles couvertes sont détruites en 1932 et remplacées par un bâtiment moderne aujourd'hui salle des fêtes.
- En mai 2008, la mairie fait démolir des maisons vétustes en plein centre ville. Un grand trompe-l'œil rappelant les anciens commerces a été peint par le plasticien Armand Langlois sur les pignons des bâtiments contigus.

#### Patrimoine religieux

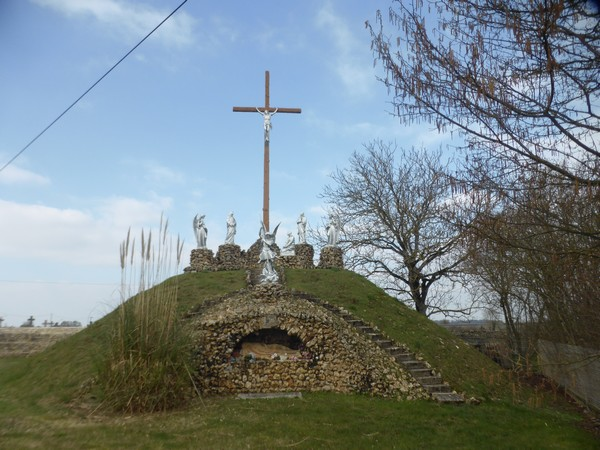
Vue actuelle du Calvaire de Chaunay

- Vue actuelle du Calvaire de ChaunayLe Calvaire est installé sur un promontoire de 6m. de long. Il marquait l'entrée de la commune depuis la Nationale 10.Il a été inauguré le 19 Avril 1913.Il a été restauré en 2005.
- L'église Saint-Pierre de Chaunay est en partie romane. L'édifice a été inscrit au titre des monuments historique en 1987[39]. Le chœur et le chevet sont du XVIe siècle. L'église a été construite sur les ruines de l'ancienne église mérovingienne. Après la restauration des voûtes de la nef en 1876, le 28 avril 1878 trois nouvelles cloches, fabriquées par Georges Bollée fondeur de cloches à Orléans, sont installées dans le clocher et bénites par monseigneur Marnay, vicaire général de Poitiers, en présence de Clément Proton, curé de Chaunay. La petite cloche de l’Angélus, baptisée Louise Magdeleine Lucie, la grosse cloche, baptisée Marie-Pauline, et la cloche de la messe, baptisée Jeanne Ernestine Élizabeth. Georges Bollée est intervenu, aussi pour fondre une des deux cloches de l'église de Marçay.

#### Patrimoine naturel
Deux espaces naturels de la commune, qui couvre moins de 2 % de la surface communale, ont un intérêt écologique reconnu, et sont ainsi classés en tant que zones naturelles d'intérêt écologique, faunistique et floristique  (ZNIEFF):
- La vallée de La Bouleure,
- La plaine de La Mothe Saint-Heray/Lezay.

La plaine de La Mothe Saint-Heray/Lezay est, par ailleurs, aussi classées par Directive oiseaux qui assure la protection des oiseaux sauvages et de leurs biotopes.
La vallée de la Bouleure/Mémageon est protégé au titre des espaces naturels sensibles (ENS) et couvre moins de 1 % de la surface communale.
Le marais de Chaunay, qui couvre 3 % de la surface communale, est géré par le Conservatoire d'espaces naturels de Poitou-Charentes.
Selon l'Inventaire des arbres remarquables de Poitou-Charentes, il y a un arbre remarquable sur la commune qui est un if commun
situé au lieu-dit Chez Bernardeau.

### Personnalités liées à la commune
- Zozo le chômeur, vieil habitant de Sénillé, hameau de Chaunay, dont l'histoire est racontée par Bertrand Redonnet, dans son ouvrage Zozo, chômeur éperdu.
- Francine Poitevin, 1869-1946, née à Chaunay. Institutrice, ethnologue, romancière.
- Bertrand Redonnet, écrivain natif de Chaunay, spécialiste de Georges Brassens, a évoqué à plusieurs reprises dans ses ouvrages la commune de Chaunay.